# Dicitencello vuje
«Dicitencello vuje» (неап. «Скажите вы ей») — неаполитанская песня, написанная в 1930 году итальянским композитором Родольфо Фальво (Rodolfo Falvo, 1873—1937) на слова Энцо Фуско (Enzo Fusco, 1899—1951).
В России песня известна под названием «Скажите, девушки» (или, «Скажите, девушки, подружке вашей») в русском переводе советского поэта Михаила Улицкого.
Благодаря красивой мелодии песня вошла в репертуар многих мировых оперных и эстрадных исполнителей.

## Смысл текста песни
«Dicitencello vuje» — это отчаянное признание в любви мужчины-неаполитанца любимой женщине, выражаемое им косвенно, то есть, посредством обращения к подругам возлюбленной с просьбой передать ей, что он потерял сон, мечтая о ней, что его страсть к ней, подобно цепи, сковала его и не даёт его душе покоя, а сказать ей об этом он сам не решается... И только в последнем четверостишии герой признаётся в своих чувствах непосредственно самой любимой женщине, а, увидев в её глазах слёзы, умоляет её «снять маску» и признаться в ответной любви к нему.

## История исполнения песни
В 1930 году первыми исполнителями оригинала песни «Dicitencello vuje» на неаполитанском диалекте были итальянские певцы Дженнаро Паскуариелло (Gennaro Pasquariello, 1869—1958) и Витторио Паризи (Vittorio Parisi, 1892—1955).
В 1936 году в СССР была выпущена версия песни на русском языке под названием «Скажите, девушки» (известна также под названием «Скажите, девушки, подружке вашей») в переводе советского поэта Михаила Улицкого. В этом же году песня была записана на грампластинку в исполнении солиста ГАБТа СССР Сергея Лемешева (1902—1977) в сопровождении оркестра ВРК под управлением профессора А. И. Орлова. На языке оригинала песню исполняли такие советские и российские исполнители как Муслим Магомаев, Дмитрий Хворостовский, Олег Погудин, на русском языке — Леонид Утёсов.
В 1950 году неаполитанская музыкальная композиция появилась на английском языке в США под названием «Just say, I love her» («Просто скажи, что я люблю её»). Написана она была известным в своё время американским поп-музыкантом Мартином Калманофф (Martin Kalmanoff) в соавторстве с кантри-певцом Джимми Дейлом Гилмором (Jimmy Dale Gilmore), Сэмом Вэрдом (Sam Ward) и Джеком Вэлом (Jack Val). Исполнялась многими известными американскими певцами, среди которых: Эдди Фишер, Фрэнки Авалон, Эл Мартино, Дин Мартин, Тони Беннет, Нина Симоне, Конни Фрэнсис, Джерри Вейл (Jerry Vale) и другие.
В 1959 году в Финляндии была представлена версия песни на финском языке в переводе поэта Сауво Пухтила (Sauvo Puhtila), которая называлась «Kertokaa se hänelle» («Расскажите ей») и долгое время была популярна в стране.
Существует также кавер-версия песни на китайском языке.
Песня «Dicitencello vuje» на оригинальном языке входит в репертуар таких прославленных оперных певцов как три тенора — Пласидо Доминго (Plácido Domingo), Хосе Каррерас (José Carreras) и Лучано Паваротти (Luciano Pavarotti), а также Марио Дель Монако (Mario Del Monaco), Джузеппе Ди Стефано (Giuseppe Di Stefano), Марио Ланца (Mario Lanza), Тито Гобби (Tito Gobbi) и многих других.